# Selangor
Selangor (známý také pod svým arabským jménem Darul Ehsan) je jeden ze 13 států Malajsie. Nachází se na západním pobřeží Malajského poloostrova a na severu sousedí se státem Perak, na východě s Pahangem, na jihu s Negeri Sembilanem a na západě s Malackým průlivem. Území státu zcela obklopuje federální teritoria Kuala Lumpur a Putrajaya, která byla dříve součástí Selangoru. Hlavním městem je Shah Alam, ale nejdůležitějším městem je Klang, který je současně i královským hlavním městem.
Selangor je nejdůležitějším státem Malajsie, protože obklopuje federální teritorium a hlavní město Kuala Lumpur. Aglomerace zvaná Údolí Klang obsahuje Kuala Lumpur a okolní území státu Selangor. Selangor má nejvyšší HDP v Malajsii (42 miliard $ v roce 2010), což je 23% HDP Malajsie. Stát má také nejvyšší populaci ze všech malajsijských států, vysokou životní úroveň a nejnižší míru chudoby. Kvůli ekonomické prosperitě zde žije mnoho imigrantů, včetně mnoha ilegálních imigrantů z Indonésie.